# 11726 Едґертон
11726 Едґертон (11726 Edgerton) — астероїд головного поясу, відкритий 1 травня 1998 року.
Тіссеранів параметр щодо Юпітера — 3,195.